# Reform des Osterdatums
Eine Reform des Osterdatums hat es in der Geschichte regional mehrmals gegeben und sie wird weiterhin angestrebt, da die derzeitige Bestimmung des Osterdatums zwei grundlegende Probleme aufweist:
- Das Kalenderdatum ändert sich jedes Jahr. Es kann auf jeden der 35 Tage vom 22. März bis zum 25. April fallen. Zudem hängen viele andere kirchliche Feiertage vom Aschermittwoch über Christi Himmelfahrt und Pfingsten bis Fronleichnam – also von Mitte Februar bis Mitte Juni – vom Datum des Ostersonntags ab. Dies führt an manchen Stellen zu erheblichem Aufwand in der Koordination mit dem bürgerlichen Kalender, zum Beispiel hinsichtlich der Schulferien.
- Viele Ostkirchen berechnen das Osterdatum weiterhin traditionell auf Basis des julianischen Kalenders, während andere eine moderne Variante verwenden, die noch für einige Jahrhunderte dem gregorianischen Kalender der Westkirchen entspricht, den auch praktisch alle Staaten primär verwenden und der der entsprechenden internationalen Norm ISO 8601 zugrunde liegt. Dadurch wird in den meisten Jahren Ostern in den orthodoxen Kirchen Osteuropas und Westasiens später gefeiert als im Rest der christlichen Welt.

Es gab seit dem Altertum verschiedene Kontroversen bezüglich des „korrekten“ Osterdatums, die letztlich sogar zu Kirchenspaltungen (Schismen), Exkommunikationen und sogar Exekutionen wegen Häresie geführt haben, aber die meisten christlichen Gemeinden und Kirchen sind sich einig, dass Ostern gefeiert wird:
- an einem Sonntag (auf Beschluss des Ersten Konzils von Nicäa im Jahr 325),
- nach der nördlichen Tagundnachtgleiche (Äquinoktium, um den 20. März im gregorianischen Kalender), also im astronomischen Frühling auf der Nordhalbkugel,
- nach dem ersten Frühlingsvollmond.

Es herrscht weniger Übereinstimmung bezüglich der Wichtigkeit der Koordinierung zum Beispiel mit
- Mariä Verkündigung, welches normalerweise am 25. März, also 9 Monate vor Weihnachten gefeiert wird, aber weder in die Karwoche (inklusive Palmsonntag) noch in die Osterwoche fallen soll,
- dem 14. Tag des jüdischen Mondmonats Nisan als frühestmöglichen Tag,
- dem jüdischen Passa-Fest

Die Unstimmigkeiten resultieren vor allem daraus, dass sowohl der orthodox-julianische als auch der genauere bürgerlich-gregorianische Kalender mit seinem Computus die tatsächlichen astronomischen Gegebenheiten nur annähern können, da sie vollständig algorithmischer Natur und damit anders als manche traditionelle Kalender unabhängig von lokalen Beobachtungen der Mondphasen und Jahreszeiten sind.
Außerdem gibt es verschiedene Konventionen zum Beginn des Tages, d. h. statt Mitternacht bspw. den Sonnenunter- oder -aufgang vor Ort oder in Jerusalem, und es gibt verschiedene Festlegungen dazu, ob astronomischer Frühlingsanfang, Vollmond und Ostersonntag auf denselben Sonnen- oder Kalendertag fallen dürfen, solange die exakt beobachteten bzw. theoretisch errechneten Zeitpunkte in dieser Reihenfolge stattfinden. Die genauen Beschlüsse des Ersten Konzils von Nicäa dazu sind entweder nicht erhalten oder wurden gar nicht getroffen.

## Entwicklung seit dem Ersten Konzil von Nicäa
Gemäß der Überlieferung wurde im Jahre 325 n. Chr. beschlossen bzw. empfohlen:
- Ostern muss bei allen Kirchen an demselben Tag gefeiert werden.
- Ostern ist nach Frühlingsanfang zu feiern.
- Ostern ist an einem Sonntag nach dem jüdischen Passa-Fest zu feiern.
- Der Bischof von Alexandria soll jährlich das Osterdatum berechnen und es frühzeitig dem Papst in Rom melden.[2]

Die Pepuziten, eine christliche Sekte im 5. Jahrhundert, feierte Ostern am Sonntag nach dem 6. April im damals allgemein üblichen julianischen Kalender. Dies ist der Sonntag, der dem 9. April am nächsten kommt. Dieses Datum wurde offenbar gewählt, weil es dem 14. Tag des Monats Artemisios in einem lokal gebräuchlichen Kalender entsprach, also dem 14. Tag des ersten Frühlingsmonats.
Die beabsichtigte Einheitlichkeit erreichte das Konzil von Nicäa erst Jahrhunderte später. Um 530 erstellte Dionysius Exiguus seine Ostertafeln, die auf den alexandrinischen Rechenregeln beruhen und die später von Beda Venerabilis (672–735) als allgemeinverbindlich durchgesetzt wurden. Ab der Mitte des 8. Jahrhunderts war somit die Forderung des Konzils erfüllt, dass alle Christen Ostern zu gleicher Zeit feiern sollen. Dies änderte sich mit der Kalenderreform im 16. Jahrhundert durch Papst Gregor XIII., die den julianischen Kalender ablöste, aber nicht von allen Kirchen anerkannt wurde.
Das Zweite Ökumenische Konzil des Vatikans beschloss 1963, einen festen Sonntag im gregorianischen Kalender als Osterdatum zu akzeptieren, sofern die anderen christlichen Kirchen ebenfalls dazu bereit seien.
Ebenso wurde beschlossen, dass eine weitergehende Kalenderreform keine Tage außerhalb des 7-Tage-Wochenzyklus enthalten dürfe – eine Bedingung, die zum Beispiel der Entwurf für einen Weltkalender verletzte.

## Änderungsvorschläge
Viele Vorschläge bedeuten eine Entkoppelung vom Mondkalender.
Bereits im frühen 20. Jahrhundert kam der Vorschlag auf, den Ostersonntag stets auf den ersten Sonntag nach dem 4. April zu legen. Dies scheiterte am Widerstand von orthodoxer und katholischer Kirche.
Im Jahr 1977 lehnten einige orthodoxe Vertreter es ab, das Osterdatum von den Mondphasen zu entkoppeln.
Die beiden erfolgversprechendsten Vorschläge für ein festes Osterdatum legen das Fest auf den zweiten Sonntag im April (8. bis 14., KW 14 oder 15) oder den Sonntag nach dem zweiten Samstag im April (9. bis 15.).
Sie unterscheiden sich lediglich dann, wenn der 1. April auf einen Sonntag fällt (Sonntagsbuchstaben G und AG).
In jedem Fall liegt nach beiden Regeln Ostern im zweiten Quartal des Jahres und zwar unabhängig davon, ob ein Vierteljahr als 3 Monate oder als 13 Wochen (also 91 Tage) spezifiziert ist.
Diese beiden Vorschläge sind unter anderem daraus motiviert, dass für den historischen Karfreitag, also dem Tag der Kreuzigung Jesu, entweder der 7. April 30 oder der 3. April 33 angenommen wird, weswegen der Tag der Wiederauferstehung auf den 9. bzw. 5. April gefallen wäre.
Der Sonntag der Kalenderwoche n ist ebenfalls der n-te Sonntag des Jahres, außer in Jahren mit dem Sonntagsbuchstaben A/AG, B/BA und C/CB, in denen es der n+1-te Sonntag ist.
Damit legen die beiden wichtigsten Vorschläge Ostern in der Regel auf den 15. Sonntag des Jahres, aber beide haben genau eine Ausnahme: In Normaljahren, die an einem Montag beginnen (G), ist der 8. April zwar der zweite Sonntag des Monats aber erst der 14. Sonntag des Jahres, und in Schaltjahren, die an einem Sonntag beginnen (AG), ist der 15. April zwar der Sonntag nach dem zweiten Aprilsamstag, aber schon der 16. Sonntag des Jahres. Letzteres kommt natürlich seltener vor als ersteres, was offenbar überhaupt die Motivation für diese Regel gewesen ist.
Der Sonntag nach dem ersten Mittwoch im April ist stets in Kalenderwoche 14, nur in Schaltjahren, die an einem Donnerstag beginnen (DC), ist er in KW 15.
Für den sogenannten Symmetry454-Kalender wird aufgrund der Häufigkeitsverteilung des astronomisch korrekten Datums ein festes Osterdatum in Woche 14 vorgeschlagen. Dies stimmt oft mit den oben genannten Regeln überein, wäre aber eine Woche früher in Jahren mit Sonntagsbuchstaben DC, D/ED, E/FE und F/GF. Da dieser Wochenkalender über eine eigene Schaltregel mit einem Zyklus von 293 statt 400 Jahren verfügt, entspricht seine Wochennummer allerdings nicht immer dem internationalen Standard.
| So. | Sonntagsbuchstabe | Sonntagsbuchstabe | Sonntagsbuchstabe | Sonntagsbuchstabe | Sonntagsbuchstabe | Sonntagsbuchstabe | Sonntagsbuchstabe | Sonntagsbuchstabe | Sonntagsbuchstabe | Sonntagsbuchstabe | Sonntagsbuchstabe | Sonntagsbuchstabe | Sonntagsbuchstabe | Sonntagsbuchstabe | KW  | Monat |
| So. | AG                | A                 | BA                | B                 | CB                | C                 | DC                | D                 | ED                | E                 | FE                | F                 | GF                | G                 | KW  | Monat |
| --- | ----------------- | ----------------- | ----------------- | ----------------- | ----------------- | ----------------- | ----------------- | ----------------- | ----------------- | ----------------- | ----------------- | ----------------- | ----------------- | ----------------- | --- | ----- |
| 12. | —                 | —                 | —                 | —                 | —                 | —                 | —                 | 22.               | 22.               | 23.               | 23.               | 24.               | 24.               | 25.               | W12 | März  |
| 13. | 25.               | 26.               | 26.               | 27.               | 27.               | 28.               |                   |                   |                   |                   |                   |                   |                   |                   | W12 | März  |
| 13. |                   |                   |                   |                   |                   |                   | 28.               | 29.               | 29.               | 30.               | 30.               | 31.               | 31.               | 01.               | W13 | März  |
| 14. | 01.               | 02.               | 02.               | 03.               | 03.               | 04.               |                   |                   |                   |                   |                   |                   |                   |                   | W13 | April |
| 14. |                   |                   |                   |                   |                   |                   | 04.               | 05.               | 05.               | 06.               | 06.               | 07.               | 07.               | 08.               | W14 | April |
| 15. | 08.               | 09.               | 09.               | 10.               | 10.               | 11.               |                   |                   |                   |                   |                   |                   |                   |                   | W14 | April |
| 15. |                   |                   |                   |                   |                   |                   | 11.               | 12.               | 12.               | 13.               | 13.               | 14.               | 14.               | 15.               | W15 | April |
| 16. | 15.               | 16.               | 16.               | 17.               | 17.               | 18.               |                   |                   |                   |                   |                   |                   |                   |                   | W15 | April |
| 16. |                   |                   |                   |                   |                   |                   | 18.               | 19.               | 19.               | 20.               | 20.               | 21.               | 21.               | 22.               | W16 | April |
| 17. | 22.               | 23.               | 23.               | 24.               | 24.               | 25.               |                   |                   |                   |                   |                   |                   |                   |                   | W16 | April |
| 17. | —                 | —                 | —                 | —                 | —                 | —                 | 25.               | —                 | —                 | —                 | —                 | —                 | —                 | —                 | W17 | April |

### Vorschlag 1923
Als auf dem panorthodoxen Kongress 1923 der neujulianische Kalender vorgeschlagen wurde, ging dies einher mit einer rein astronomischen Regel:
Ostern sollte am ersten Sonntag nach dem Kalendertag (der um Mitternacht beginnt) gefeiert werden, an dem in Jerusalem (35° 13′ 47.2″ O oder UT +02:20:55) der erste Vollmond nach dem vernalen Äquinoktium beobachtet werden kann.
Vollmond und Tagundnachtgleiche können dabei auf denselben Kalendertag fallen.
Alle orthodoxen Kirchen lehnten diese Regel ab, während es für die katholischen und protestantischen Kirchen keinen triftigen Anlass gab, eine Änderung überhaupt zu erwägen.

### Vorschlag 1997
Der ökumenische Weltkirchenrat (WCC) schlug 1997 nach einem Gipfeltreffen im syrischen Aleppo eine Reform der Osterberechnung vor:
Ostern würde am ersten Sonntag nach dem astronomischen Vollmond nach dem astronomischen Frühlingsbeginn auf dem Meridian von Jerusalem gefeiert werden.
Die Reform hätte ab 2001 implementiert werden sollen, da die östliche und die westliche Definition in diesem Jahr erstmals wieder übereinstimmten.
Die Reform ist gescheitert. Für die orthodoxen Kirchen hätte sie sich ab 2002 fast jedes Jahr in einem geänderten Osterdatum ausgewirkt, während der gregorianische Computus der Westkirchen seither nur 2019 von der astronomisch genaueren Definition abwich.
Jede Reform mit dem Ziel erhöhter astronomischer Korrektheit hat zwingend stärkere Auswirkungen im julianischen Kalender als im gregorianischen Kalender.
Daher führte diese gefühlte Benachteiligung zu breiter Skepsis und Ablehnung unter orthodoxen Kirchenvertretern.

### Vorschläge 2008 und 2009
Katholische, protestantische und orthodoxe Vertreter bemühten sich 2008 und 2009 erneut intensiver und öffentlich um einen Konsens für ein einheitliches Osterdatum.
Die Bestrebung sind dabei als Fortsetzung der Ergebnisse der Konferenz in Aleppo zu sehen
und sie wurden von ökumenischen Akademikern der Lemberger Universität organisiert.
Ein Grund für die fortgesetzten Bestrebungen war die ökumenische Zusammenarbeit der lokalen orthodoxen Kirchen mit der griechisch-katholischen Kirche in Syrien und dem Libanon.

### Vorschläge 2014 bis 2016
Im Mai 2015, am Jahrestag des Treffens des katholischen Papst Franziskus und des koptischen Papst Tawadros II, bat letzterer ersteren darum, die Bemühungen für ein gemeinsames Osterdatum wieder aufzunehmen.
Franziskus antwortete am 12. Juni 2015 zu einem offiziellen Anlass in Rom, dass die Christenheit zu einer Einigung kommen müsse. Der Historiker Lucetta Scaraffia schrieb im vatikanischen L’Osservatore Romano dass das Angebot des katholischen Papstes als Geschenk für die Einheit der christlichen Kirchen verstanden werden müsse und der Anfang für stärkere Zusammenarbeit sein könne.
Eine Woche später traf sich Franziskus mit Ignatius Ephräm II. Karim, dem Patriarchen von Antiochien und damit Oberhaupt der syrisch-orthodoxen Kirche. Dieser betonte, dass die verschiedenen Osterdaten die Ökumene sowohl intern als auch extern schwächen würde.
Im Januar 2016 verkündete Justin Welby, der Erzbischof von Canterbury und damit geistliches Oberhaupt der anglikanischen Kirche, dass er mit katholischen, koptischen und orthodoxen Vertretern über ein gemeinsames und festes Osterdatum verhandele und auf ein positives Ergebnis vor 2025 hoffe.
Er nannte dabei den zweiten oder dritten Aprilsonntag im gregorianischen Kalender als mögliche Daten.